# Gloeilont

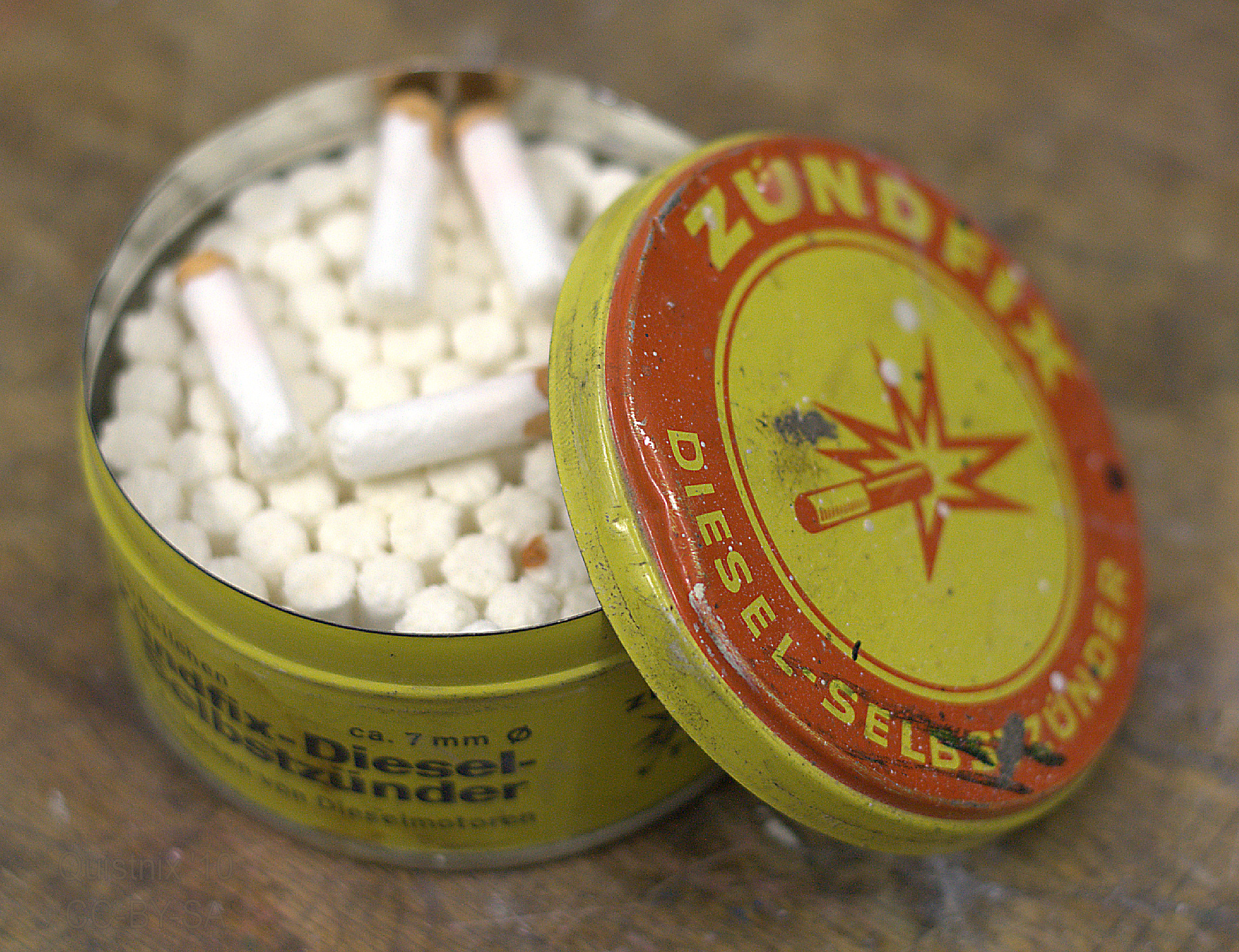
doosje gloeilontjes

Een gloeilont is een inmiddels door de techniek achterhaald hulpmiddel om een dieselmotor te doen opstarten. Gloeilonten zijn kleine propjes brandbaar vezelachtig materiaal, die in de cilinderkop werden aangebracht voordat de motor werd gestart. Het materiaal ontbrandt en zorgt voor een snellere ontbranding van de brandstof tijdens het starten. De gloeilontjes verbranden tijdens het draaien van de motor na enige tijd geheel.
Naderhand zijn de gloeilonten vervangen door elektrische verwarmingselementen, die veel praktischer in gebruik zijn omdat ze niet bij elke keer starten vervangen moeten worden. Sinds de introductie van directe inspuiting is het voorgloeien van dieselmotoren niet meer nodig.